# Republic XF-91 Thunderceptor
O Republic XF-91 Thunderceptor (originalmente designado XP-91) foi uma aeronave protótipo de propulsão mista, planeada para ser um interceptor, desenvolvida pela Republic Aviation. Esta aeronave seria alimentada por um motor turbojet J47-GE-17 durante a maior parte do voo, e um conjunto de quatro pequenos motores a foguete para ajudar a impulsionar a aeronave numa descolagem e subida súbitas. Dois foguetes localizavam-se acima do motor, e os outros dois abaixo. O design era obsoleto pela altura em que o protótipo ficou pronto, visto que as aeronaves contemporâneas estavam a aumentar rapidamente a sua performance e os motores a jacto sofriam constantes melhorias. Apenas duas aeronaves foram construídas, e uma delas tornou-se a primeira aeronave americana a ultrapassar a velocidade de mach 1 durante o voo.
Uma característica única do Thunderceptor, que o torna imediatamente reconhecível, é a plataforma das asas que são mais volumosas nas pontas do que na parte que as liga à aeronave, o oposto do design clássico. Esta foi uma tentativa de resolver o problema do pitch-up, um problema que atormentou os primeiros projectos de alta velocidade.
Esta aeronave, se produzida em massa, teria o objectivo único de defender os céus americanos de possíveis invasões por bombardeiros inimigos.